# Grasse
Grasse (Occitaans en Italiaans: Grassa) is een stad in Frankrijk. De stad ligt in Zuid-Frankrijk, in het departement Alpes-Maritimes en is daar een onderprefectuur van. Op 1 januari 2022 woonden er 48.669 mensen. 
Grasse is vooral bekend vanwege de parfumindustrie die bestaat uit de drie grote parfumhuizen van Galimard, Moulinard en Fragonard. De stad is het centrum van deze industrie in Frankrijk. Meer dan 60% van de productie van natuurlijke aroma's (zowel voor de parfum- als de voedingsindustrie) van Frankrijk vindt in Grasse plaats. 

## Geschiedenis
Grasse werd voor het eerste vermeld in 1047. Het was toen een castrum van de prinsen van Antibes, gebouwd bij een bron en een kruispunt van wegen. Grasse werd in 1155 een gemeente bestuurd door consuls, naar het voorbeeld van Italiaanse republieken. In 1227 kwam er een einde aan dit zelfstandig bestuur toen graaf Raymond Berengarius V van Provence de stad veroverde. Grasse werd een grafelijke stad maar kon wel haar stadsmuur en stadsbestuur behouden. Bovendien verhuisde de bisschopszetel van Antibes naar Grasse.
In 1482 werd de stad met de rest van de Provence Frans. De stad werd ingenomen door de troepen van keizer Karel V in 1536. In 1589 werd Grasse, dat trouw was aan koning Hendrik IV van Frankrijk, belegerd door een leger van de Heilige Liga. In 1707 en opnieuw in 1747 werd de stad ingenomen door een Savoyaards leger.
Grasse was al vanaf de middeleeuwen dankzij de toegekende privilegies een handels- en nijverheidscentrum. Grasse had twee jaarmarkten en de stad was bekend om haar textielnijverheid, haar leerlooierijen en handschoenateliers. In de 16e eeuw raakte het in de mode om handschoenen te parfumeren, hetgeen leidde tot het ontstaan van de parfumindustrie in Grasse. In de 18e eeuw ontstond bij de elite van Grasse (handelaars, bankiers en notabelen) een intellectueel libertijns milieu. In Grasse ontstonden toen twee vrijmetselaarsloges en het salon van de markiezin  de Cabris, de zus van Mirabeau.
Na de Franse Revoutie werd het bisdom Grasse afgeschaft. Grasse hoorde aanvankelijk bij het departement Var, waarvan het tussen 1793 en 1795 de hoofdstad was. In 1860 werd het gevoegd bij het voormalige graafschap Nice om het nieuwe departement Alpes-Maritimes te vormen. In de tweede helft van de 19e eeuw schakelde de tot dan artisanale productie van parfum over op industriële productie. Aan de rand van de stad verschenen fabrieken.

## Demografie
Onderstaande figuur toont het verloop van het inwonertal (bron: INSEE-tellingen).
Vanwege een beveiligingsprobleem met de MediaWiki Graph-software is het momenteel niet mogelijk deze grafiek weer te geven. Zodra de software is bijgewerkt zal de grafiek vanzelf weer zichtbaar worden.

## Bezienswaardigheden

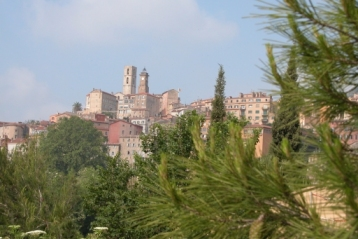
Zicht op Grasse

De kathedraal Notre-Dame-du-Puy is van oorsprong gotisch, maar is in de 17e eeuw verbouwd en van een nieuwe voorgevel voorzien. In de kathedraal bevinden zich schilderijen van Rubens, Jean-Honoré Fragonard en van Louis Bréa.
Naast het stadhuis staat de Tour de Guet, een uitkijktoren van tufsteen, uit de 12e eeuw.
Het Musée International de la Parfumerie probeert een beeld te geven van de geschiedenis van de parfumindustrie. Grasse speelt een belangrijke rol in de roman Das Parfum (1985) van de Duitse schrijver Patrick Süskind.
Het park Jardin de la princesse Pauline herinnert aan het verblijf van Pauline Bonaparte, de zuster van Napoleon Bonaparte, die in 1807-1808 in Grasse kwam kuren.

## Geografie

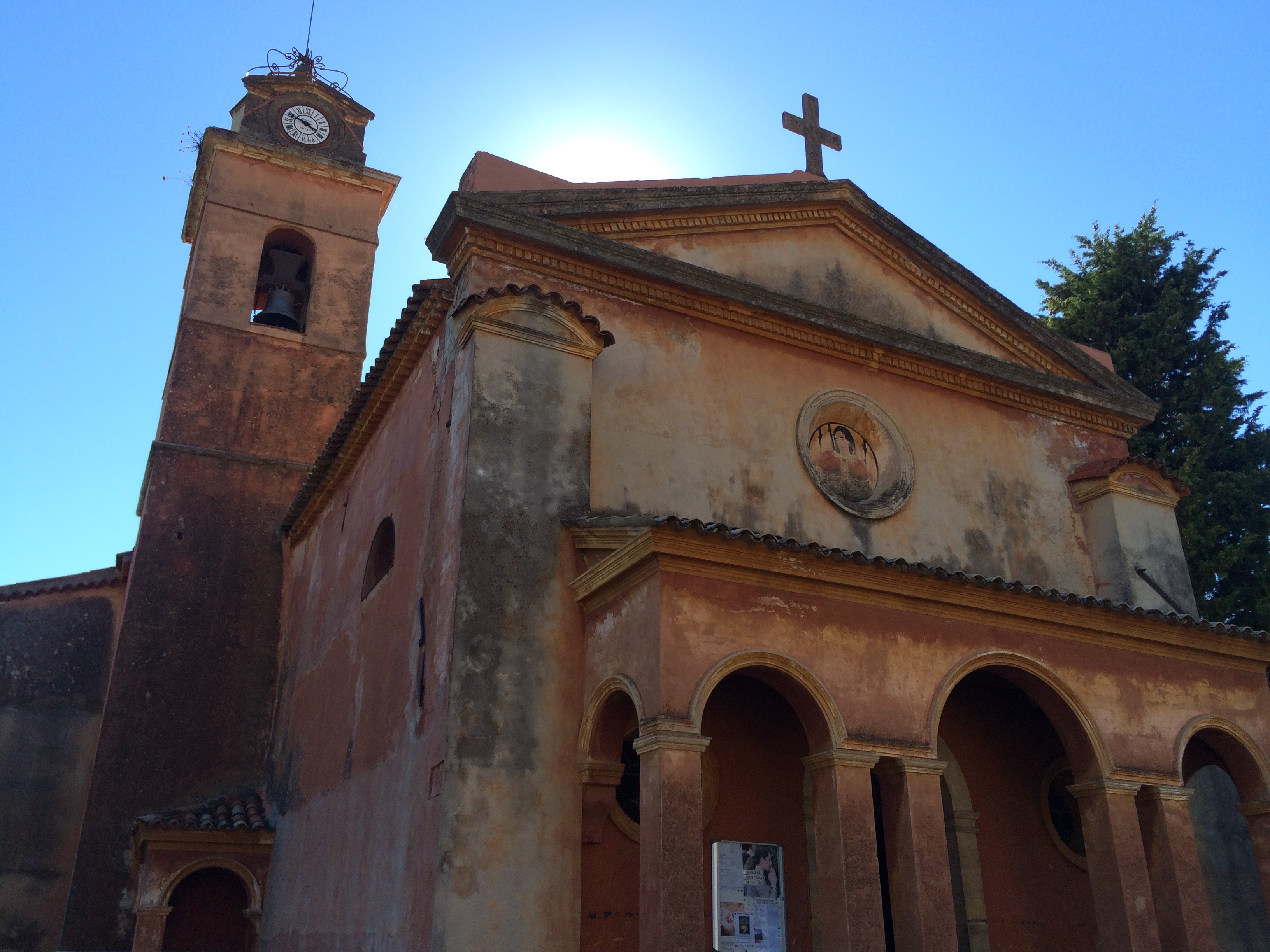
Kerk Saint-Laurent in Magagnosc

De oppervlakte van Grasse bedroeg op 1 januari 2022 44,44 vierkante kilometer; de bevolkingsdichtheid was toen 1.095,2 inwoners per km².
Naast het stadscentrum telt de gemeente tien wijken of gehuchten:
- Saint-Jacques/Sainte-Anne
- Saint-François/Saint-Sauveur Les Ribes
- Les Maronniers
- Saint-Antoine
- Saint-Claude
- Saint-Mathieu
- Plascassier
- Magagnosc
- Les Aspres
- Le Plan

De onderstaande kaart toont de ligging van Grasse met de belangrijkste infrastructuur en aangrenzende gemeenten.

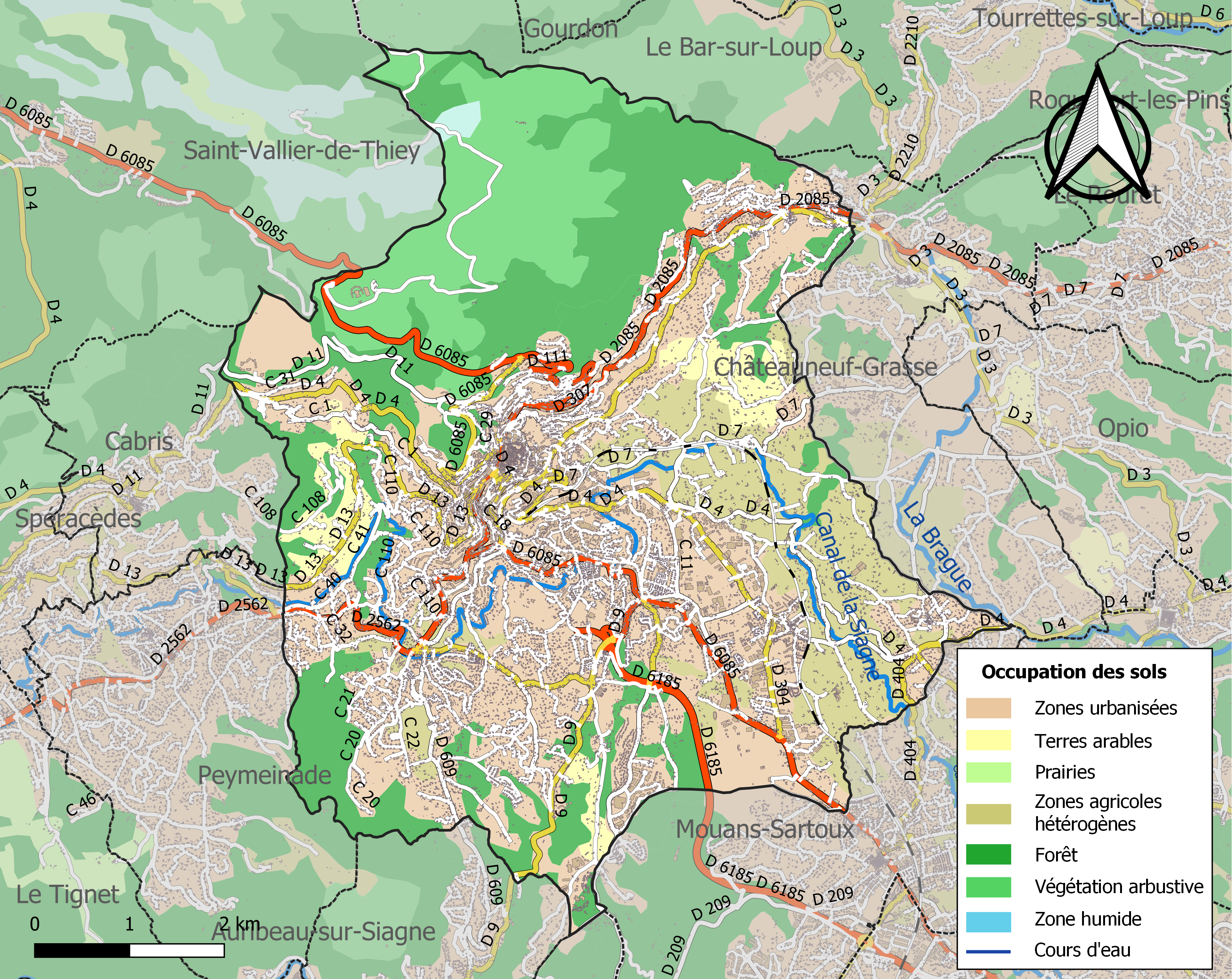

## Verkeer en vervoer
In de gemeente ligt spoorwegstation Grasse.

## Bekende inwoners van Grasse

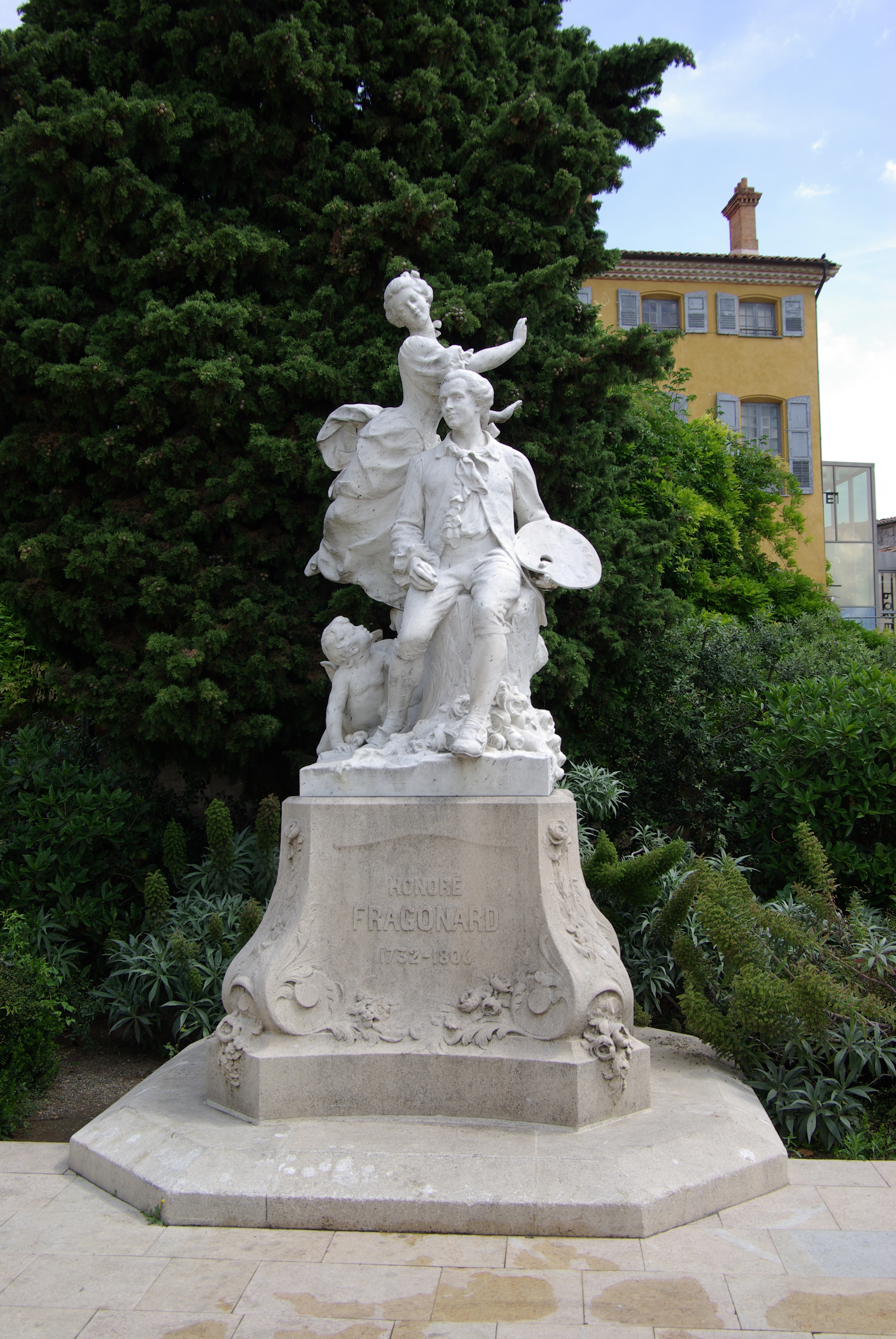
Standbeeld van Jean-Honoré Fragonard in Grasse

### Geboren
- Honoré Fragonard (1732-1799), anatoom
- Jean-Honoré Fragonard (1732-1806), kunstschilder
- Marguerite Gérard (1761-1837), kunstschilder
- Alexandre-Évariste Fragonard (1780-1850), kunstschilder en beeldhouwer
- Charles Nègre (1820-1880), kunstschilder en pionier in fotografie
- Michèle Mouton (1951), rallyrijdster
- Pierre-Louis Lions (1956), wiskundige
- Gilles Marini (1976), acteur
- Clément Pinault (1985), voetballer
- Eugénie Le Sommer (1989), voetbalster
- Stéphane Bahoken (1992), Kameroens voetballer
- Thomas Touré (1993), voetballer
- Lucas Rougeaux (1994), voetballer
- Vincent Koziello (1995), voetballer
- Anthony Mandrea (1996), voetballer
- Théo Pourchaire (2003), autocoureur

### Overleden
- Charles Nègre (1820-1880), kunstschilder en een pionier van de fotografie
- Charles Snoy (1823-1908), Belgisch volksvertegenwoordiger
- Édouard Rod (1857-1910), Zwitsers schrijver
- Roger de La Fresnaye (1885-1925), kunstschilder en beeldhouwer
- Marguerite Burnat-Provins (1872-1952), Frans-Zwitserse kunstschilderes en schrijfster
- Maria van Rysselberghe (1866-1959), Belgisch Franstalig auteur
- Édith Piaf (1915-1963), zangeres
- André Cordeil (1894-1975), kunstschilder
- Jean Taris (1909-1977), zwemmer
- Babik Reinhardt (1944-2001), jazzgitarist